# 熊谷寅三
熊谷 寅三（くまがい とらぞう）は、日本の造園家。園芸家。1866年（慶応二年）静岡生まれ。

## 略歴
1903年（明治36年）内匠寮場所付雇となる。
1907年（明治40年）に内苑局技手、翌年官制改正により内苑寮技手となる。
1913年（大正二年）に宮内技手として内匠寮勤務となる。1920年（大正九年）退官。